# Yolanda Brown
Yolanda Rose "LaLa" Brown (20 de mayo de 1986 – 19 de octubre de 2007) fue una cantante estadounidense de R&B conocida por su tema "S.E.X." con Lyfe Jennings, que alcanzó el No. 3 en la lista Billboard Hot R&B/Hip-Hop Songs y el No. 37 en la lista Billboard Hot 100 en octubre de 2006. Brown y su productor discográfico JeTannue "Kool Aid" Clayborn fueron asesinados el 19 de octubre de 2007 en un estudio de grabación de Milwaukee, Wisconsin. El caso sigue sin resolverse.

## Primeros años
Yolanda Rose "LaLa" Brown nació el 20 de mayo de 1986 en Milwaukee, Wisconsin, hija de Maria y William Brown. Su madre es de ascendencia mexicana. Su padre es afroamericano. Era la menor de cinco hermanos. Sus padres habían declarado que tenía talento para el entretenimiento "desde sus primeros pasos, siempre cantando y bailando por la casa". Por lo tanto, no sorprendió a quienes la conocían cuando empezó a dedicarse a la música. A los once años, Brown empezó a cantar profesionalmente, con el nombre artístico de "Pre-mere"; cantaba a menudo en bodas y, más tarde, en varios bares. Estudió en la Frederick Douglass Elementary School, en la Jackie Robinson Middle School y en la Milwaukee High School of the Arts. A los 16 años, en 2002, Brown tuvo una hija, Amirah Airreal Brown. También le encantaba retribuir a su comunidad.

## Carrera
En otoño de 2005, Brown viajó a Atlanta, Georgia con la esperanza de impulsar su carrera, pues creía que allí tendría más posibilidades de conocer a artistas, productores y compositores que pudieran ayudarla. Brown consiguió por fin la gran oportunidad que esperaba cuando el cantautor de R&B Lyfe Jennings le pidió que participara en su nuevo tema "S.E.X.". Fue una de las cantantes principales y apareció en el vídeo musical. El tema "S.E.X." era un cuento con moraleja que advertía a las adolescentes sobre las trampas y los peligros del sexo sin protección, y apareció en su segundo álbum de estudio The Phoenix. Después hizo una gira con Jennings, pero fue liberada tras un desacuerdo con él. En junio de 2007, Brown regresó a Milwaukee, todavía decidida a convertirse en artista en solitario, y empezó a trabajar en su álbum de debut. Brown grabó tres canciones, "I'm Feeling It", "Rescue Me" y "Give Them What They Want", esta última una canción que muchos creen autobiográfica. Todas estas canciones se publicaron antes de su muerte.

## Muerte
El 22 de octubre de 2007, Brown y su productor discográfico/novio, JeTannue "Kool-Aid" Clayborn, fueron descubiertos muertos a tiros por un pistolero desconocido en el estudio de grabación Loud Enuff Productionz de Milwaukee. Ambos llevaban muertos al menos tres días antes de ser descubiertos, y posteriormente se determinó que la fecha del asesinato fue el 19 de octubre de 2007. Aunque se realizaron autopsias tanto a Brown como a Clayborn, los resultados nunca se hicieron públicos. A Brown le sobrevivieron su madre, su padre, sus hermanos y su hija.
El funeral de Brown se celebró el 25 de octubre de 2007 en la iglesia Mason Temple Church of God in Christ de Milwaukee. Asistieron cientos de personas, entre ellas Lyfe Jennings. El entierro siguió en el Graceland Cemetery de Milwaukee. El caso apareció en el programa America's Most Wanted en febrero de 2010. El 22 de octubre de 2012, TV One emitió un episodio de Celebrity Crime Files sobre la vida y la muerte de Brown. A fecha de agosto de 2024, el caso no se ha resuelto y la policía sigue buscando un sospechoso y el móvil de los asesinatos.

## Lectura adicional
- Nunnally, Derrick (7 de noviembre de 2007). «Cops seize gun, make arrest during LaLa Brown investigation». Journal Sentinel (Milwaukee, WI).
- Spruill, Jonathan (5 de diciembre de 2007). «Brown's life has lessons for Milwaukee». On Milwaukee.
- Terry, Jermont (10 de octubre de 2012). «Families of La La Brown, her producer hoping for breakthrough in murder investigation». WTMJ TV 4. Consultado el 17 de octubre de 2012.
- Mallet, George (12 de julio de 2016). «Suspect in custody connected to LaLa Brown death». TMJ4 News. Consultado el 19 de septiembre de 2023.
- Mallet, George (14 de diciembre de 2017). «MPD gives LaLa Brown case to DA for charges». TMJ4 News. Consultado el 19 de septiembre de 2023.